# Festival national du film d'animation de Rennes
 (août 2025).
Si vous disposez d'ouvrages ou d'articles de référence ou si vous connaissez des sites web de qualité traitant du thème abordé ici, merci de compléter l'article en donnant les références utiles à sa vérifiabilité et en les liant à la section « Notes et références ».
Le Festival national du film d'animation est un festival de cinéma d'animation consacré à la production française créé et organisé par l'Association française du cinéma d'animation (AFCA) en 1983.

## Historique

### Débuts
Le Festival national du film d’animation est créé en 1983 par l’AFCA. Le but de l'association est « de mettre en valeur le meilleur de la création contemporaine française ».
D’abord implanté à Marly-le-Roi en banlieue parisienne, il déménage à Auch en 1999 pour cinq éditions biennales, puis déménage à Bruz et dans la métropole rennaise en 2010.

### Changement d'implantation
Cinq éditions ont lieu à Auch. Après trois années d’abstinence, le Festival revient à Bruz.

### Installation en Bretagne
Après sept éditions co-organisées avec la ville de Bruz, qui a accueilli le Festival dès son implantation en Bretagne en 2010, l’AFCA, l’Association française du cinéma d’animation, organisatrice de la manifestation, a choisi un repositionnement dans la ville de Rennes. Cette décision vise à accompagner le développement du Festival et sa capacité à proposer un événement plus accessible pour les publics et les professionnels et mieux doté en termes d’infrastructures.